# Овче поле (България)
Вижте пояснителната страница за други населени места с името Овче поле.
Овче поле (до 29 юни 1942 г. Овата, до 23 юли 1942 г. Овчо поле) е историко-географска област в Североизточна България, Източната Дунавска равнина, област Шумен.
Овче поле представлява хълмисто равнинно понижение, разположено между Самуиловските височини на запад и северозапад, Войводското плато на североизток и Шуменското плато на юг, а на изток плавно прехожда в Плисковското поле.
Като цяло Овче поле има почти кръгла форма с приблизителен диаметър 10 km. Средната му надморска височина варира от 200 до 300 m. Отводнява се от Провадийска река, която тук се нарича Каменица, и от нейните притоци. В най-южната част на полето протича Мътнишка река, десен приток на Провадийска река. Полето е изградено предимно от песъчливо-мергелни долнокредни скали. Почвите са предимно черноземни с високо естествено плодородие, предпоставка за интензивно земеделие.
Повече от половината от Овче поле попада в община Хитрино, а останалата част – в община Шумен. В полето са разположени над 25 села, като най-голямо от тях е село Хитрино, център на община Хитрино.
През средата на Овче поле, от северозапад на югоизток, преминава участък от трасето на жп линията Русе – Варна. През полето преминават и участъци от два първокласни пътя от републиканската пътна мрежа:
- В югозападната част – участък от път I-2 Русе – Шумен – Варна и отсечка на Автомагистрала Хемус между Мътница и Панайот Волово;
- От север на юг, през средата на полето – участък от път I-7 Силистра – Шумен – Ямбол – ГКПП „Лесово“.[2]

## Топографска карта
- Лист от карта K-35-18. Мащаб: 1 : 100 000.
- Лист от карта K-35-19. Мащаб: 1 : 100 000.
- Лист от карта K-35-30. Мащаб: 1 : 100 000.
- Лист от карта K-35-31. Мащаб: 1 : 100 000.